# Psorothamnus arborescens
Psorothamnus arborescens är en ärtväxtart som först beskrevs av Asa Gray, och fick sitt nu gällande namn av Rupert Charles Barneby. Psorothamnus arborescens ingår i släktet Psorothamnus och familjen ärtväxter.

## Underarter
Arten delas in i följande underarter:
- P. a. arborescens
- P. a. minutifolius
- P. a. pubescens
- P. a. simplifolius